# Bergsche Plassen
De Bergsche Plassen zijn twee veenplassen gelegen tussen de noordelijke Rotterdamse buitenwijken Schiebroek en Hillegersberg. Ze zijn ieder circa 46 hectare groot en vanaf de Rotte per boot te bereiken via het Berg en Broeksche Verlaat.

## Ontstaan
De plassen ontstonden door turfwinning in de 17e en 18e eeuw. Begin 20e eeuw werd het gebied door gegoede Rotterdammers ontdekt als woon- en recreatiegebied. Zeilen en roeien zijn nog steeds veel beoefende activiteiten. Naast villa's bevinden zich rond de plassen veel zomerhuisjes. De ondernemer C.N.A. Loos legde er het 'Plaswijckpark' aan.

## Berg en Broek
De twee plassen liggen geheel in de polders Berg en Broek. De Prinsenmolen bemaalde tot 1966 de polder. De bemaling van deze polder is toen overgenomen door een elektrisch gemaal. Berg en Broek behoorde tot de Verenigde polders Schieveen, Berg en Broek en De Honderdtien Morgen, een waterschap ten noorden van Rotterdam.

## Geografie
Tussen de Voor- en Achterplas bevindt zich een smalle strook met de middeleeuwse verbindingsweg tussen Rotterdam en Hillegersberg, de Straatweg. De plassen zijn verbonden door een kort kanaal. Ze fungeren als boezemwater voor omliggende polders. Het water pompt men gedeeltelijk via de rivier de Rotte naar de Nieuwe Maas. Aan het Prinsenmolenpad bevindt zich daartoe één watermolen.

## Vervuiling
Door jarenlange lozingen bleken de plassen ernstig vervuild met fosfaten en zware metalen. In 2003 vond een bodemsanering plaats die bestond uit het wegbaggeren, maar vooral afdekken van het vervuilde slib. De waterkwaliteit is hierdoor inmiddels sterk verbeterd, dat is bijvoorbeeld goed merkbaar aan de visstand.

## Trivia
- De Rotterdamse troubadour Koos Speenhoff schreef en zong begin 20e eeuw het lied Roeien op de Bergscheplas.